# Militärflugplatz Lombron

i7
i11
i13
Der Militärflugplatz Lombron ist ein ehemaliger französischer Flugplatz aus der Zeit des Zweiten Weltkrieges, der einen Kilometer südsüdwestlich von La Chapelle-Saint-Rémy in der Region Pays de la Loire im Département Sarthe lag.

## Geschichte
Der Flugplatz Lombron wurde zwischen dem 18. August und dem 3. September 1944 vom 834. US Flugingenieur-Battalion (IX Engineering Command) als Behelfsflugplatz Advanced Landing Ground ALG A-37 erbaut.
Der Flugplatz war als Notfalllande- und Auftankstation für die Ninth Air Force der United States Army Air Forces geplant, wurde aber nicht viel genutzt. Nur eine Einheit wurde hier temporär stationiert, die mit P-47 ausgerüstete 405th Fighter Group. Auch als der Flugplatz noch nicht ganz vollendet war, wurde hier bereits eine Vorhut der Gruppe entsandt, deren Hauptteil aber im Wesentlichen auf den Cretteville Airfield (A.14) verblieb. Die P-47 blieben bis zum 13. September 1944 in Lambron, als der weit besser ausgestattete Luftwaffenflugplatz in Saint-Dizier–Robinson (A.64) verfügbar wurde. Der Flugplatz Lombron wurde bis zum Ende des Monats geräumt und landwirtschaftlicher Nutzung zugeführt. Heutzutage gibt es keine verbliebenen Zeichen eines Flugplatzes.